# 南投縣國民中學列表
南投縣國民中學列表列出臺灣南投縣境內各鄉鎮的國民中學，目前南投縣共有37所國民中學（包括高級中學附設國中部、國民中小學之國中部），分別為南投市5所、草屯鎮3所、埔里鎮5所、竹山鎮4所、集集鎮1所、中寮鄉2所、名間鄉3所、水里鄉2所、魚池鄉4所、鹿谷鄉2所、國姓鄉3所、仁愛鄉1所、信義鄉2所。

## 南投市
| 建年 | 校名                 | 校址        | 簡歷 |
| 1962 | 南投縣立南投國民中學 | 祖祠路361號 | - 1962年，成立南投初級中學籌備處。 - 1964年4月4日，獨立為南投縣立南投初級中學。 - 1968年8月，配合實施九年國民義務教育，改制為南投國民中學。 |
| 1968 | 南投縣立中興國民中學 | 新興路309號 | - 1968年8月，成立中興國民中學。 |
| 1968 | 南投縣立南崗國民中學 | 大路94號    | - 1968年8月，成立南崗國民中學。 |
| 1972 | 南投縣立鳳鳴國民中學 | 八卦路896號 | - 1972年8月，成立鳳鳴國民中學。 |
| 2009 | 南投縣立營北國民中學 | 向上路2號   | - 2009年8月，成立營北國民中學。 |

## 草屯鎮
| 建年 | 校名                       | 校址            | 簡歷 |
| 1932 | 南投縣立草屯國民中學       | 虎山路808號     | - 1932年8月18日，成立草屯公學校草屯中堅青年養成所。 - 1935年3月30日，獨立為草屯農業家政專修學校。 - 1941年3月31日，改制為草屯實踐農業家政學校。 - 1944年4月1日，改制為草屯實踐農業學校。 - 1945年12月10日，改制為草屯初級農業職業學校。 - 1946年5月20日，改制為草屯初級中學。 - 1968年，實施九年國民義務教育，改制為草屯國民中學。 |
| 1968 | 南投縣立旭光高級中學國中部 | 中正路568之23號 | - 1968年8月1日，成立旭光國民中學。 - 2001年8月1日，配合政府推動學校社區化，增設高中部，成為綜合高中，改制為旭光高級中學。 |
| 1968 | 南投縣立日新國民中學       | 稻香路45號      | - 1970年4月27日，成立日新國民中學。 |

## 埔里鎮
| 建年 | 校名                             | 校址            | 簡歷 |
| 1943 | 南投縣立埔里國民中學             | 西安路一段193號 | - 1943年4月，成立街庄組合埔里家政女學校。 - 1944年2月25日，改制為臺灣公立埔里女子農業實踐學校。 - 1945年12月12日，改制為臺灣公立埔里女子農業實踐學校。 - 1946年4月22日，改制為埔里初級中學。 - 1958年9月，改制為埔里高級中學。 - 1968年，實施九年國民義務教育，並將高中部劃歸省辦，改制為埔里國民中學。 |
| 1968 | 南投縣立大成國民中學             | 大城路169號     | - 1968年8月，成立大成國民中學。 |
| 1970 | 南投縣立宏仁國民中學             | 公園路20號      | - 1970年8月1日，成立宏仁國民中學。 |
| 2000 | 佛光山均頭國民中小學國中部       | 水頭路48號      | - 2000年3月9日，成立均頭國民中小學。 |
| 2006 | 南投縣私立普台高級中學附設國中部 | 中台路5號       | - 2006年，開始招收國中部學生。 - 2009年8月29日，成立普台高級中學。 |

## 竹山鎮
| 建年 | 校名                 | 校址             | 簡歷                                                                                       |
| 1946 | 南投縣立竹山國民中學 | 竹山路217號      | - 1946年4月30日，成立竹山初級中學。 - 1968年，實施九年國民義務教育，改制為竹山國民中學。   |
| 1968 | 南投縣立延和國民中學 | 鹿山路40號       | - 1968年，成立延和國民中學。                                                               |
| 1970 | 南投縣立瑞竹國民中學 | 瑞東巷20號       | - 1970年8月，成立竹山國民中學瑞竹分部。 - 1974年，竹山國民中學瑞竹分部獨立為瑞竹國民中學。 |
| 1972 | 南投縣立社寮國民中學 | 集山路一段1729號 | - 1972年，成立延和國民中學社寮分部。 - 1976年8月，延和國民中學社寮分部獨立為社寮國民中學。 |

## 集集鎮
| 建年 | 校名                 | 校址        | 簡歷                                                                                 |
| 1946 | 南投縣立集集國民中學 | 成功路200號 | - 1946年4月，成立集集初級中學。 - 1968年，實施九年國民義務教育，改制為集集國民中學。 |

## 中寮鄉
| 建年 | 校名                 | 校址       | 簡歷 |
| 1958 | 南投縣立中寮國民中學 | 初中巷50號 | - 1958年8月，成立草屯初級中學中寮分部。 - 1962年12月25日，獨立為中寮初級中學。 - 1968年，改制為中寮國民中學。 |
| 1968 | 南投縣立爽文國民中學 | 竹坪巷40號 | - 1968年8月1日，成立爽文國民中學。                                                                            |

## 名間鄉
| 建年 | 校名                             | 校址        | 簡歷 |
| 1956 | 南投縣立名間國民中學             | 彰南路237號 | - 1956年10月1日，成立集集初級中學名間分部。 - 1957年10月29日，獨立為名間初級中學。 - 1968年8月，實施九年國民義務教育，改制為名間國民中學。 |
| 1958 | 南投縣立三光國民中學             | 名山路50號  | - 1958年，成立名間初級中學三光分部。 - 1962年8月，獨立為三光初級中學。 - 1968年8月，改制為三光國民中學。                                   |
| 2007 | 南投縣私立弘明實驗高級中學國中部 | 大老巷102號 | - 2007年10月9日，弘明實驗高級中學成立國中部。                                                                                              |

## 水里鄉
| 建年 | 校名                 | 校址       | 簡歷 |
| 1956 | 南投縣立水里國民中學 | 民生路68號 | - 1956年8月1日，成立集集初級中學水里分部。 - 1957年10月23日，獨立為水里初級中學。 - 1968年8月1日，實施九年國民教育，改制為水里國民中學。 |
| 1972 | 南投縣立民和國民中學 | 中學路29號 | - 1972年8月1日，成立水里國民中學民和分部。 - 1977年8月1日，水里國民中學民和分部獨立為民和國民中學。                                      |

## 魚池鄉
| 建年 | 校名                             | 校址           | 簡歷 |
| 1957 | 南投縣立魚池國民中學             | 魚池街441之6號 | - 1957年11月，成立魚池初級中學。 - 1968年8月1日，改制為魚池國民中學。 |
| 1971 | 南投縣立明潭國民中學             | 中山路190號    | - 1971年7月27日，成立明潭國民中學。 - 1974年4月1日，試辦九年國教一貫制實驗教學，與日月潭國小合併為明潭國民中小學。 - 1979年1月17日，停辦九年國教一貫制實驗教學。 - 1984年7月1日，獨立為明潭國民中學。                                 |
| 1964 | 南投縣私立三育高級中學國中部     | 瓊文巷39號     | - 1964年，成立三育聖經學校，校址設於屏東縣高樹鄉大津。 - 1979年，校址遷至魚池鄉現址，並與三育基督學院共用校園。 - 2001年8月，奉准設立實驗學校，改制為三育實驗完全中學。 - 2006年8月，奉准改為體制學校，改制為南投縣私立三育高級中學。 |
| 2015 | 南投縣復臨國際實驗教育機構國中部 | 瓊文巷39號     | - 2015年獲南投縣教育處核准立案，成立南投縣復臨國際實驗教育機構 |

## 鹿谷鄉
| 建年 | 校名                 | 校址           | 簡歷 |
| 1958 | 南投縣立鹿谷國民中學 | 仁義路94之1號  | - 1958年8月，竹山初級中學成立鹿谷分部。 - 1960年12月30日，竹山初級中學鹿谷分部獨立為鹿谷初級中學。 - 1968年，實施九年國民義務教育，改制為鹿谷國民中學。 |
| 1971 | 南投縣立瑞峰國民中學 | 仁愛路154之1號 | - 1971年8月，鹿谷國民中學成立瑞峰分部。 - 1975年8月1日，鹿谷國民中學瑞峰分部獨立為瑞峰國民中學。                                                        |

## 國姓鄉
| 建年 | 校名                 | 校址            | 簡歷                                                                                    |
| 1956 | 南投縣立國姓國民中學 | 國姓路237號     | - 1956年9月4日，成立國姓初級中學。 - 1968年，實施九年國民義務教育，改制為國姓國民中學。 |
| 1969 | 南投縣立北山國民中學 | 中正路四段157號 | - 1969年12月9日，成立北山國民中學。                                                     |
| 1975 | 南投縣立北梅國民中學 | 國姓路62號      | - 1975年8月1日，成立國姓國民中學北梅分部。 - 1979年8月1日，獨立為北梅國民中學。         |

## 仁愛鄉
| 建年 | 校名                 | 校址       | 簡歷                         |
| 1968 | 南投縣立仁愛國民中學 | 信義巷28號 | - 1968年，成立仁愛國民中學。 |

## 信義鄉
| 建年 | 校名                 | 校址       | 簡歷 |
| 1968 | 南投縣立信義國民中學 | 玉山路20號 | - 1961年8月，成立水里初級中學信義分部。 - 1964年4月，獨立為信義初級中學。 - 1968年，實施九年國民義務教育，改制為信義國民中學。 |
| 1968 | 南投縣立同富國民中學 | 同和巷7號  | - 1970年，成立信義國民中學和社分部。 - 1975年，獨立並改名為同富國民中學。                                                      |